# Cantone di Millau-1
Il Cantone di Millau-1 è una divisione amministrativa dell'arrondissement di Millau.
È stato costituito a seguito della riforma approvata con decreto del 21 febbraio 2014, che ha avuto attuazione dopo le elezioni dipartimentali del 2015, ridefinendo il soppresso cantone di Millau-Ouest.

## Composizione
Comprende parte della città di Millau e i comuni di:
- Comprégnac
- Creissels
- Saint-Georges-de-Luzençon